# Hudi Kot
Hudi Kot este o localitate din comuna Ribnica na Pohorju, Slovenia, cu o populație de 268 de locuitori.